# Hounslow Town (metropolitana di Londra)
Hounslow Town è stata una stazione fantasma della linea District della metropolitana di Londra. Fu chiusa nel 1909 e sostituita dalla stazione di Hounslow East, situata oggi sulla linea Piccadilly

## Storia
La stazione di Hounslow Town fu aperta dalla District Railway (DR), oggi la linea District, il 1º maggio 1883 come terminale di una nuova estensione della DR dalla stazione di Acton Town. La stazione era situata all'estremità orientale di Hounslow High Street, all'incrocio con Kingsley Road.
Hounslow Town era stata costruita in vista di un prolungamento della DR in direzione sud per collegarsi ai binari della London and South Western Railway (LSWR), vicino alla stazione ferroviaria di Hounslow. In vista di questa estensione, la stazione era stata costruita a un livello sopraelevato, per attraversare la strada principale di Hounslow con un cavalcavia. La LSWR si oppose al collegamento della DR con la propria rete, dato che la nuova linea sarebbe entrata in competizione con il servizio della stessa LSWR per la stazione di Waterloo; di conseguenza il progetto dell'estensione venne abbandonato.
Nel 1884 fu aperta una diramazione a binario singolo che, staccandosi dalla linea poco a nord di Hounslow Town, giungeva fino a Hounslow Barracks (oggi rinominata Hounslow West). In seguito all'impossibilità di estendere la linea da Hounslow Town verso sud, la DR si concentrò sullo sviluppo di questo nuovo tracciato e chiuse Hounslow Town il 31 marzo 1886. Una nuova stazione, Heston & Hounslow (oggi Hounslow Central) fu aperta in sostituzione il giorno seguente.

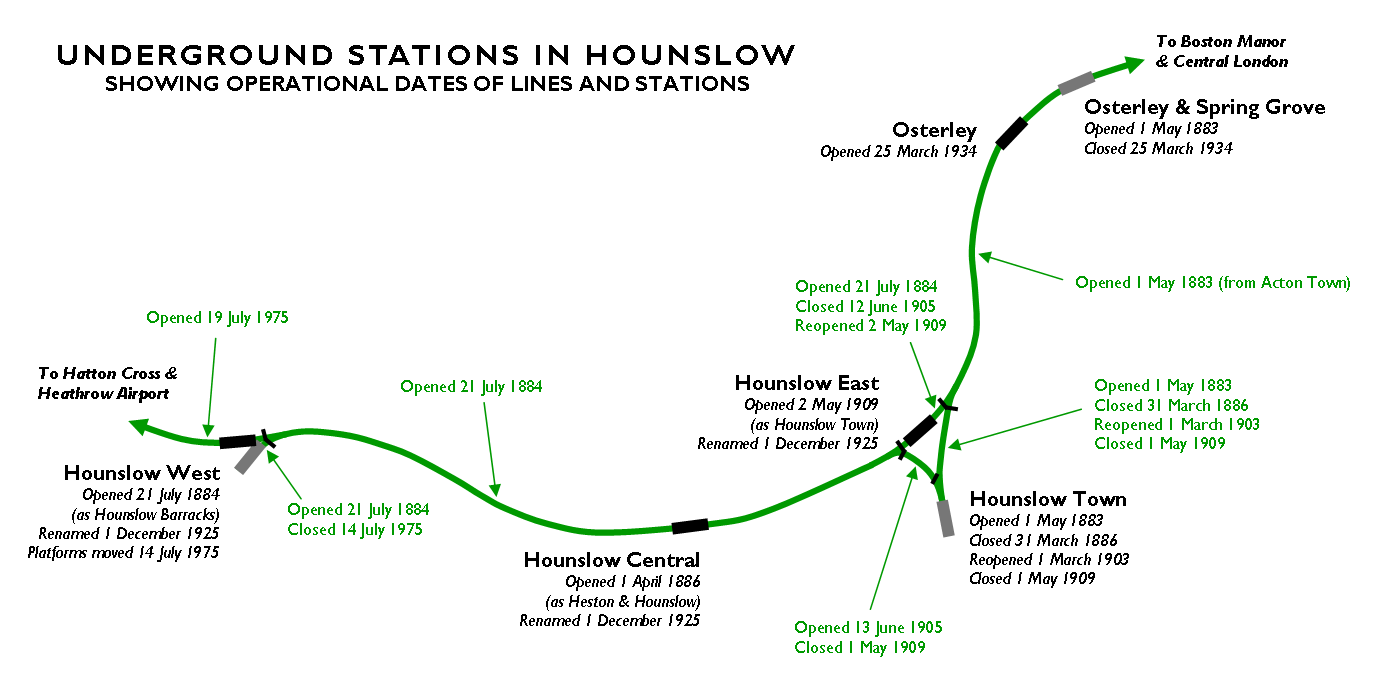
Diagramma delle linee e delle stazioni nell'area di Hounslow con le date di apertura e chiusura (in inglese)

Il 1º marzo 1903 Hounslow Town fu riaperta. Dalla stazione di Osterley Park and Spring Grove (in seguito chiusa nel 1934 e sostituita dalla moderna stazione di Osterley) alcuni treni proseguivano per Hounslow West, mentre altri effettuavano un servizio navetta per Hounslow Town.
L'elettrificazione dei binari della DR fu completata fra il 1903 e il 1905. Il 13 giugno 1905, con l'introduzione delle locomotive elettriche, il tratto di linea diretto fra Osterley e Hounslow Central venne chiuso e un nuovo raccordo fu aperto da Hounslow Town verso Hounslow Central. I treni da Osterley giungevano a Hounslow Town, dove facevano inversione e proseguivano per Hounslow Central sul nuovo raccordo.
Questa modalità operativa era scomoda ed ebbe breve durata. Il 1º maggio 1909 la tratta diretta fra Osterley e Hounslow Central fu riaperta, con l'inaugurazione di una nuova stazione chiamata Hounslow Town (oggi ribattezzata Hounslow East) costruita circa 300 metri a est del raccordo per la vecchia stazione di Hounslow Town, che venne chiusa definitivamente insieme con i due tratti di binari che la collegavano al resto della linea.
La stazione fu completamente demolita e oggi non ne rimane traccia, tranne che per una piccola sezione della massicciata ferroviaria che alloggiava il binario in direzione sud. Il sito della stazione è oggi occupato dalla stazione e dal deposito degli autobus di Hounslow. Una targa apposta all'esterno del deposito riporta una breve storia della vecchia stazione della metropolitana.